# Susanne Höbel

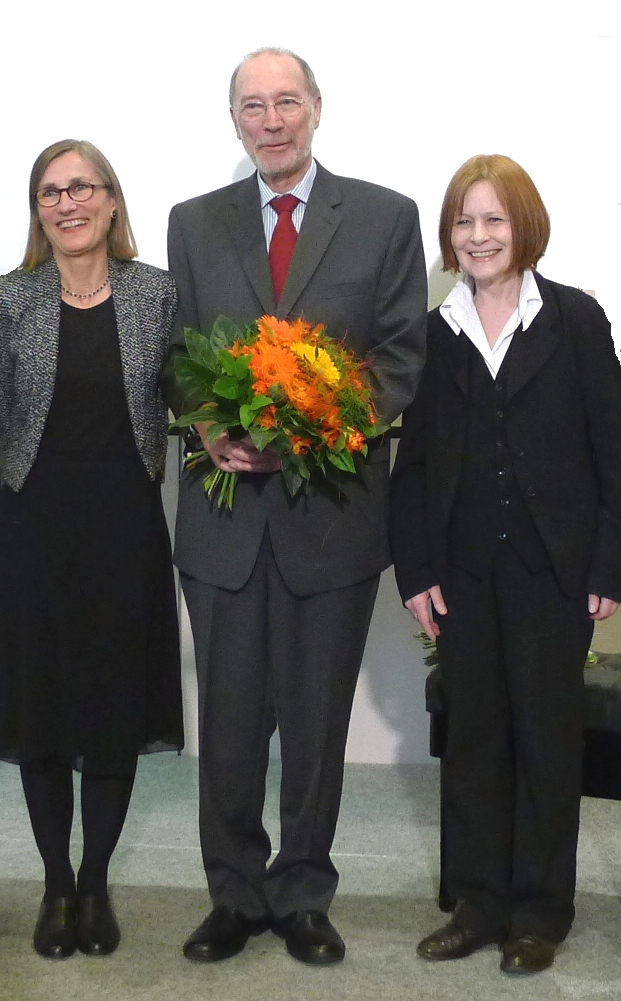
Von links: Susanne Höbel, Burkhart Kroeber, Sibylle Cramer

Susanne Höbel (* 1953 in Unna) ist eine deutsche literarische Übersetzerin aus dem britischen und amerikanischen Englisch.

## Leben
Susanne Höbel wurde 1953 in Unna (Westfalen) geboren. Nach dem Abitur 1972 und einem längeren Aufenthalt in England studierte sie von 1975 bis 1980 Englisch an der Universität Birmingham. Nach Abschluss des Studiums arbeitete sie als Sprachlehrerin in Berlin und Freiburg. Seit 1989 ist sie freiberufliche Übersetzerin. Sie hat u. a. Werke von Nadine Gordimer, Tim Parks, Nicholas Sparks, Graham Swift, Amor Towles und Thomas Wolfe ins Deutsche übersetzt. Außerdem hat sie den Roman Peking Koma (2009) des chinesischen Dissidenten und mehrfachen Literaturpreisträgers Ma Jian, dessen Gesamtwerk in China verboten ist, nach der englischen Übersetzung von Flora Drew ins Deutsche übertragen. Mit Helmut Frielinghaus, dessen Lebensgefährtin sie von 1997 bis zu seinem Tod 2012 war, hat sie David Hockney, John Updike, Nicholson Baker und William Faulkner übersetzt.
Von 2008 bis 2014 war sie Präsidentin des Freundeskreises zur internationalen Förderung literarischer und wissenschaftlicher Übersetzungen, und sie ist Mitglied der Jury der Ledig-Rowohlt-Stiftung.
Susanne Höbel lebt in Südengland.

## Auszeichnungen
- 2002 und 2012: Hamburger Förderpreis für literarische Übersetzung